# Discographie de MC Ren
Cette page présente la discographie du rappeur américain MC Ren. Après avoir fait partie du groupe N.W.A, il entame en parallèle une carrière en solo. Son premier album, Shock of the Hour, sort en 1993 tandis que le dernier, Renincarnated est délivré en 2009.
Depuis ses débuts en 1992, MC Ren a sorti quatre albums et deux EP.

## Albums studio

### Albums
| Titre                | Détails                                                                                             | Meilleures positions | Meilleures positions | Certifications  |
| Titre                | Détails                                                                                             | US                   | US R&B               | Certifications  |
| -------------------- | --------------------------------------------------------------------------------------------------- | -------------------- | -------------------- | --------------- |
| Shock of the Hour    | - Sortie : 16 novembre 1993 - Label : Ruthless Records, Relativity Records - Format(s) : CD, LP, K7 | 22                   | 1                    | * RIAA : 1 × Or |
| The Villain in Black | - Sortie : 9 avril 1996 - Label : Ruthless Records, Relativity Records - Format(s) : CD, LP, K7     | 31                   | 7                    |                 |
| Ruthless for Life    | - Sortie : 30 juin 1998 - Label : Ruthless Records, Epic Records - Format(s) : CD, LP, K7           | 100                  | 13                   |                 |
| Renincarnated        | - Sortie : 31 octobre 2009 - Label : Villain Entertainment - Format(s) : Téléchargement             | -                    | -                    |                 |

### EP
| Titre             | Détails                                                                                       | Meilleures positions | Meilleures positions | Certifications       |
| Titre             | Détails                                                                                       | US                   | US R&B               | Certifications       |
| ----------------- | --------------------------------------------------------------------------------------------- | -------------------- | -------------------- | -------------------- |
| Kizz My Black Azz | - Sortie : 30 juin 1992 - Label : Ruthless Records, Priority Records - Format(s) : CD, LP, K7 | 12                   | 10                   | * RIAA : 1 × Platine |
| Rebel Music       | - Sortie : Sortie prochaine - Label : Villain Entertainment - Format(s) : Téléchargement      |                      |                      |                      |

## Singles

### Années 1990
| Année | Single                                   | Classement des ventes | Classement des ventes | Classement des ventes | Certifications | Album                |
| Année | Single                                   | US Hot 100            | US R&B                | Rap US                | Certifications | Album                |
| ----- | ---------------------------------------- | --------------------- | --------------------- | --------------------- | -------------- | -------------------- |
| 1992  | Final Frontier                           | -                     | 80                    | 17                    |                | Kizz My Black Azz    |
| 1993  | Mayday On The Frontline                  | -                     | -                     | -                     |                | Issue du film CB4.   |
| 1993  | Same Ol' Shit                            | 90                    | 62                    | 11                    |                | Shock of the Hour    |
| 1994  | Fuck What Ya Heard                       | -                     | -                     | -                     |                | Shock of the Hour    |
| 1996  | Mad Scientist                            | -                     | -                     | -                     |                | The Villain in Black |
| 1996  | Keep It Real                             | -                     | 106                   | 43                    |                | The Villain in Black |
| 1998  | Ruthless for Life                        | 115                   | 61                    | 13                    |                | Ruthless for Life    |
| 1998  | Comin' After You (featuring Ice Cube)    | -                     | -                     | -                     |                | Ruthless for Life    |
| 1998  | Who In The Fuck (featuring 8 Ball & MJG) | -                     | -                     | -                     |                | Ruthless for Life    |

### Années 2000
| Année | Single        | Classement des ventes | Classement des ventes | Classement des ventes | Certifications | Album         |
| Année | Single        | US Hot 100            | US R&B                | Rap US                | Certifications | Album         |
| ----- | ------------- | --------------------- | --------------------- | --------------------- | -------------- | ------------- |
| 2009  | Renincarnated | -                     | -                     | -                     |                | Renincarnated |
| 2009  | Showtime      | -                     | -                     | -                     |                | Renincarnated |

### Années 2010
| Année | Single                                       | Classement des ventes | Classement des ventes | Classement des ventes | Certifications | Album       |
| Année | Single                                       | US Hot 100            | US R&B                | Rap US                | Certifications | Album       |
| ----- | -------------------------------------------- | --------------------- | --------------------- | --------------------- | -------------- | ----------- |
| 2014  | Rebel Music                                  | -                     | -                     | -                     |                | Rebel Music |
| 2014  | Burn Radio Burn (featuring Redd Tha Rsonist) | -                     | -                     | -                     |                | Rebel Music |